# Poecilosomella himalayensis
Poecilosomella himalayensis är en tvåvingeart som beskrevs av Deeming 1969. Poecilosomella himalayensis ingår i släktet Poecilosomella och familjen hoppflugor.
Artens utbredningsområde är Nepal. Inga underarter finns listade i Catalogue of Life.